# E-POS
E-POS (от англ. Electronic Point of Sale) — национальный механизм приёма безналичных платежей на основе QR-кодов, функционирующий в рамках платёжной системы ЕРИП Республики Беларусь. Сервис предназначен для формирования платёжных реквизитов в трёх форматах: статического QR-кода с фиксированными параметрами (например, на стойках в торговых точках), динамического QR-кода с указанием суммы и назначения платежа, а также числового идентификатора E-POS ID (лицевого счёта в «Дереве ЕРИП»), доступного для ручного поиска. 
Платёж инициируется с использованием любого интернет-банкинга или мобильного приложения, поддерживающего ЕРИП, а средства зачисляются в режиме реального времени между счетами различных банков. Оператором платформы выступает расчётный центр ЕРИП, регулятором — Национальный банк Республики Беларусь. Функционирование E-POS регламентировано постановлением НБ РБ № 518, в котором сервис обозначен как надстройка над платёжным шлюзом АИС «Расчёт» с использованием шифрования TLS и национального стандарта QR-кодов «СПР 8.01-1-2021». По оценке регулятора, в 2024 году доля операций, совершённых через E-POS, составила около 18 % от общего количества транзакций ЕРИП, а количество подключённых торговых точек превысило 1000. Практическое распространение технологии началось в 2020 году: банк ВТБ (Беларусь) первым в стране предложил массовую модель «QR-эквайринга» на базе E-POS, к которой на начальном этапе присоединилось более 500 торговых объектов.

## История
Развитие сервиса E-POS началось в 2014 году с утверждения нормативной базы, обеспечивающей интеграцию сценариев оплаты по QR-коду в систему ЕРИП. 31 декабря Национальный банк Республики Беларусь принял постановление № 518,, в котором определяются требования к структуре платёжных данных, условия идентификации плательщиков и правила проведения операций.
В 2015–2016 годах система проходила апробацию в ограниченном числе торговых точек. Расчётный центр ЕРИП развернул прототип E-POS для применения на автозаправочных станциях и в розничных предприятиях Минска. Оплата осуществлялась с помощью статического QR-кода, а информация о платеже передавалась в кассовое программное обеспечение по протоколу SOAP.
В период 2017–2019 годов наблюдалась активная фаза технологического расширения и мобильной адаптации. В банковских приложениях («МТБанк мобайл», «М-банк» БПС-Сбербанка) были реализованы функции сканирования QR-кодов для автоматической оплаты счетов в системе ЕРИП. Одновременно было запущено мобильное приложение «E-POS» для iOS и Android, которое дало возможность малому бизнесу выставлять счёта непосредственно со смартфонов. Расчётный центр опубликовал открытое API и предоставил модули для популярных систем управления контентом, таких как WooCommerce и Bitrix, обеспечив техническую доступность решения для широкого круга разработчиков.
С 2020 года началось масштабное внедрение технологии на уровне национального ритейла. Банк ВТБ (Беларусь) первым объявил о подключении более 500 торговых объектов к системе E-POS. По данным участников, средний чек по QR-оплате оказался на 5–7 % ниже в сравнении с эквайрингом по банковским картам.
В 2021 году технология была внедрена в сферу общественного транспорта. IBA Group адаптировала сервис E-POS в рамках проекта «T-Pay» для безналичной оплаты проезда в Бресте и Гомеле: пассажиры могли сканировать динамический QR-код, размещённый на валидаторе, и производить оплату через мобильные банковские приложения.
В течение 2022–2023 годов наблюдалась активная интеграция решения в сегменте электронной коммерции. Сервис стал использоваться крупнейшими маркетплейсами, а также платёжными агрегаторами. В официальном ежегодном отчёте Национального банка QR-платежи были охарактеризованы как «один из ключевых драйверов развития безналичных расчётов» в стране.
В 2024 году число предприятий, использующих E-POS, достигло 1000, а доля QR-платежей в общем объёме операций через систему ЕРИП приблизилась к 18 %.
С 2025 года вступила в силу новая редакция «Правил функционирования E-POS», регламентирующая электронный порядок подачи заявки на подключение. Согласно изменениям, идентификация поставщиков услуг проводится единожды при включении в соответствующий реестр Национального банка Республики Беларусь.

## Назначение и возможности
Сервис E-POS реализует функциональность универсального приёма безналичных платежей в различных сценариях расчётов. Он применяется в сферах розничной торговли, онлайн-коммерции, жилищно-коммунального хозяйства, а также при взаимодействии с государственными структурами (B2C, C2B, G2C).
В рамках сервиса поддерживаются три основных формата счёта:
- Статический QR — постоянный код с фиксированными реквизитами, используемый, например, на кассах или стойках в точках продаж;
- Динамический QR — код, генерируемый индивидуально для каждой операции с указанием суммы и назначения платежа;[2]
- E-POS ID — числовой идентификатор (лицевой счёт), доступный в каталоге «Дерево ЕРИП» для оплаты без сканирования.

Также поддерживается дистанционная оплата: продавец может отправить ссылку Pay-Link через SMS, e-mail или мессенджер. Покупатель переходит по ссылке и завершает платёж через мобильное приложение любого банка — участника системы ЕРИП.
После проведения платежа расчётный центр автоматически отправляет уведомление в виде webhook или SOAP-сообщения, при этом стандартное время доставки не превышает 5 секунд.
Сервис обеспечивает фискализацию операций: при интеграции с кассовым оборудованием формируется электронный чек, который передаётся в систему контроля наличных операций (СКНО).

## Технология
Сервис E-POS реализует техническую архитектуру, ориентированную на безопасность, совместимость и масштабируемость. Обмен данными между участниками системы осуществляется с применением современных криптографических и сетевых протоколов, соответствующих национальным стандартам.
- Шифрование и контроль целостности. Передача данных между мерчантом и платёжным шлюзом автоматизированной информационной системы «Разлік» осуществляется с использованием протоколов TLS версии 1.2 или 1.3. Для проверки корректности информации, закодированной в QR, применяется контрольная сумма CRC-16.[2]
- QR-формат. Национальный стандарт Республики Беларусь «СПР 8.01-1-2021» регламентирует структуру QR-кодов в формате TLV. Структура включает следующие ключевые поля: Payload Format Indicator, Merchant Account Information (MAI), Transaction Amount, а также дополнительные теги (например, Tax и Tip), предназначенные для указания сумм налога и чаевых.[2]
- REST-API. Открытый интерфейс прикладного программирования позволяет формировать счёт, отслеживать его статус и инициировать возврат средств. Для распространённых CMS-платформ доступны модули интеграции, включая WooCommerce, Bitrix и OpenCart.[7]
- Наборы SDK. Разработаны комплекты средств разработки программного обеспечения для платформ Android и iOS. Также доступно мобильное приложение «E-POS Mobile», предназначенное для генерации динамических QR-кодов непосредственно на устройстве пользователя.[6]
- Совместимость. QR-коды E-POS поддерживаются большинством мобильных и интернет-банков, интегрированных с системой ЕРИП. Предусмотрен офлайн-режим работы с возможностью использования заранее сгенерированных статических кодов.[3]

## Ограничения и тарифы
- Комиссия. Размер вознаграждения устанавливается банком-эквайрером или платёжным агрегатором. Согласно сравнительному обзору условий обслуживания, типичная ставка составляет около 1,2 % от суммы операции.[13]
- Лимиты. В соответствии с положениями постановления № 518 максимальная сумма одной транзакции составляет 9 999 белорусских рублей; конкретные суточные и месячные ограничения определяются политикой соответствующего банка — участника платёжной системы.[1]
- Абонентская плата. Подключение к сервису E-POS не предполагает взимания фиксированной абонентской платы. Дополнительные функции, включая формирование расширенной отчётности, могут предоставляться агрегатором на условиях отдельного тарифицирования.
- Зачисление средств. Платёжные операции, совершённые на счёт в банке-эквайрере, зачисляются в режиме реального времени; межбанковские переводы исполняются не позднее следующего операционного дня (режим T+1).[12]

## Сравнение с зарубежными аналогами
| Страна           | Система        | Запуск | Ключевая особенность                                                     |
| ---------------- | -------------- | ------ | ------------------------------------------------------------------------ |
| Россия           | СБП            | 2019   | переводы по телефону, QR-оплата; оператор — Банк России                  |
| Индия            | UPI            | 2016   | единый API для P2P и P2M; более 10 млрд транзакций в месяц               |
| Бразилия         | Pix            | 2020   | мгновенные платежи 24/7; обязательны для всех банков (Bank of Brazil)    |
| Таиланд          | PromptPay      | 2017   | идентификаторы ThaiID / телефон / e-mail; поддерживает налоговые выплаты |
| Великобритания   | FPS            | 2008   | лимит 1 млн GBP; расчёт в среде BACS & CHAPS                             |
| Европейский союз | SCT Inst       | 2017   | перевод ≤ 100 000 € ≤ 10 сек; схема SEPA кредит-трансфера                |
| Сингапур         | FAST           | 2014   | межбанк ≤ 15 сек; объединён с QR-стандартом SG QR                        |
| Польша           | Express Elixir | 2012   | круглосуточный межбанк в злотых (3–5 сек)                                |
| Австралия        | NPP            | 2018   | сервис PayID (телефон / ABN); отчётные сообщения ISO 20022               |
| Гонконг          | FPS (HK)       | 2018   | многовалютные мгновенные переводы HKD / CNY                              |

Несмотря на то, что E-POS формально является «надстройкой» над системой ЕРИП, по функционалу он близок к перечисленным решениям: мгновенное зачисление средств 24/7, оплата по QR-коду, единый идентификатор счёта и открытое API. В отличие от Pix или UPI, расчёты производятся только в национальной валюте (BYN), но по скорости и методу адресации (QR + числовой ID) E-POS сопоставим с российской СБП и сингапурским SG QR.